# Dans le jardin
Dans le jardin est une mélodie pour voix et piano de Claude Debussy composée en 1903 sur un poème de Paul Gravollet.

## Présentation
Dans le jardin est composé en mai 1903 sur un texte de Paul Gravollet, poète et acteur à la Comédie-Française,.
L'incipit de l'œuvre est : « Je regardais dans le jardin ».
La partition est publiée par Hamelle le 22 décembre 1905 et au sein d'un recueil, Les Frissons : 22 Mélodies. Poésies de Paul Gravollet, en 1905, chez le même éditeur, comme no 5 parmi des contributions d'autres compositeurs tels André Caplet, Paul Vidal, Maurice Ravel, Vincent d'Indy et Xavier Leroux,.
Pour le musicologue Roger Nichols, la mélodie, « trop rarement jouée », rappelle « par son style conversant comme par ses tempi fluides (douze en moins de trois minutes) » Pelléas et Mélisande.
La durée moyenne d'exécution de la pièce est de deux minutes trente environ.
Dans le catalogue des œuvres du compositeur établi par le musicologue François Lesure, Berceuse porte le numéro L 107 (78).

## Discographie
- Debussy Songs vol. 3, Jonathan McGovern (en) (baryton), Malcolm Martineau (piano), Hyperion Records CDA68016, 2014.
- Claude Debussy : intégrale des mélodies, 4 CD, Liliana Faraon et Magali Léger (sopranos), Marie-Ange Todorovitch (mezzo-soprano), Gilles Ragon (ténor), François Le Roux (baryton), Jean-Louis Haguenauer (piano), Ligia Digital, 2014[6],[7].
- Claude Debussy : The complete works, CD 22, Elly Ameling (soprano), Dalton Baldwin (piano), Warner Classics, 2018[8].